# Сквидград
«Сквидград» (англ. Squidville) — 26-я серия американского мультсериала «Губка Боб Квадратные Штаны». Данный эпизод был создан в 2000 году и показан 6 марта 2001 года на телеканале «Nickelodeon» в США, а в России — 7 июля 2002 года.

## Сюжет
Губка Боб и Патрик получают новые рифодуи по почте и начинают дуть и засасывать различные вещи, используя их. В ходе игры они засасывают окна, дверь и каменный нос дома Сквидварда, к раздражению последнего. Сквидвард прокладывает себе путь наружу через яму и требует, чтобы ему вернули части дома. В попытке Губки Боба и Патрика это сделать рифодуи выстреливают объектами с такой силой, что дом Сквидварда полностью разрушается. Когда обломки падают, Сквидвард говорит им, что это последняя капля и что он больше не хочет жить рядом с ними. Как раз в этот момент его телевизор приземляется среди обломков и включается с рекламой о заповеднике «Щупальца» — частной общине, населённой кальмарами и созданной исключительно для таких отчаянных людей, как Сквидвард.
Сквидвард подходит к главным воротам заповедника, и после разговора по внутренней связи, в ходе чего он подтверждает, что он не губка и не морская звезда, ему разрешают войти. К своему удовольствию, он обнаруживает, что все жители выглядят, звучат и действуют подобно ему (даже живя в домах, идентичных его предыдущему дому). Вечером, прежде чем Сквидвард засыпает, страстно желая начать свою новую жизнь, Губка Боб и Патрик звонят в попытке заставить его вернуться. Сквидвард резко отказывается, говоря, что он ни в коем случае не хочет упустить возможности оказаться среди себе подобных.
Сквидвард начинает свой первый день в заповеднике «Щупальца» с езды на велосипеде и видит, что все остальные жители тоже ездят на велосипедах. Затем он отправляется за продуктами, и его впечатляет местный продовольственный рынок, на котором, к его удивлению, имеется консервированный хлеб. Затем он присоединяется к группе танцоров в местной академии танцев. В конце дня, в парке он видит трио, играющее на кларнетах, которое он превращает в квартет. Второй день Сквидварда ничем не отличается от первого, и этот факт доставляет ему огромное удовольствие. Однако по мере того, как проходят дни, — каждый точно такой же, как и предыдущий — Сквидвард постепенно теряет энтузиазм к бесконечной обыденности. Вскоре Сквидвард понимает, что никто в заповеднике «Щупальца» не выделяется и что его жизнь во сне не такая, как он надеялся. Это предельно жёстко демонстрирует Сквидварду всю наивность и недальновидность его предположений относительно рая и покоя.
Сидя на скамейке в парке и сокрушаясь о своём достижении рая и покоя, Сквидвард слышит шум рифодуя. На долю секунды ему кажется, что это Губка Боб, но потом он видит, что это всего лишь работник парка. После этого рабочий оставляет рифодуй без присмотра, и Сквидвард постепенно поддаётся искушению игре с ним, тем самым раздражая и пугая жителей городка до безумия. В конце концов жителям надоедает его поведение, и они образуют разъярённую толпу. Тем временем, Губка Боб и Патрик прибывают в заповедник «Щупальца», чтобы извиниться перед Сквидвардом и попытаться убедить его вернуться домой. Охранники-наблюдатели говорят им, что их вид не приветствуется, и отказываются открывать ворота. Однако неприятный запах изо рта Патрика проникает через домофон в комнату охраны, вырубая охранников и заставляя одного из них упасть головой на кнопку, открывающую ворота. Они входят и сразу натыкаются на разъярённую толпу, загоняющую Сквидварда в угол, но не могут опознать Сквидварда среди толпы почти одинаковых жителей. Толпа представляет Сквидварду «список жалоб», а затем Сквидвард сам жалуется на то, как все ведут себя точно так же, как он, в одном городе. После этого полицейский и остальная толпа предлагают ему уйти, и Сквидвард всем сердцем соглашается. Пока Губка Боб и Патрик продолжают свои поиски, Сквидвард использует рифодуй, чтобы вылететь из города с криком «Свобода!». Губка Боб, видя это, заключает: «Ну, теперь мы знаем только одно: этот парень — точно не Сквидвард».

## Роли
- Том Кенни — Губка Боб, осьминог-полицейский, осьминог № 1
- Билл Фагербакки — Патрик Стар, осьминог № 3
- Роджер Бампасс — Сквидвард
- Ди Брэдли Бейкер — телеведущий, осьминог № 2, осьминог № 4
- Сирена Ирвин — Сквидетта, бариста

### Роли дублировали
- Сергей Балабанов — Губка Боб
- Юрий Маляров — Патрик Стар
- Иван Агапов — Сквидвард, телеведущий, осьминог № 1, осьминог № 2, осьминог № 3, осьминог № 4, осьминог-полицейский
- Нина Тобилевич — бариста
- Лариса Некипелова — Сквидетта

## Производство
Серия «Сквидград» была написана К. Х. Гринблаттом, Аароном Спрингером и Мерриуизер Уильямс; Эдгар Ларразабал взял роль анимационного режиссёра, К. Х. Гринблатт был главным раскадровщиком. Впервые данная серия была показана 6 марта 2001 года в США на телеканале «Nickelodeon».
По словам Карла Гринблатта, «Сквидград» был одним из самых сложных эпизодов, потому что это была первая серия, где предстояла задача сделать главным героем Сквидварда. Самой трудной частью серии для понимания была сцена, где Сквидвард начинает играть с рифодуем. Гринблатт сказал: «Этот переход от встревоженного парня к игривому бесу был сердцем истории. Мы видели, как Сквидвард был подавлен монотонностью, но после нам предстояло увидеть, как он стал превращаться в Губку Боба нового города. Было очень неприятно не получить эту последовательность правильно». Основой для заповедника «Щупальца» был город Валенсия (нейборхуд Санта-Клариты), расположенный к северу от Лос-Анджелеса, который является некорпоративным сообществом, где все дома и люди выглядят одинаково. Консервированный хлеб, фигурирующий в данной серии, является реальным продуктом, продающимся в Японии и США.
Серия «Сквидград» была выпущена на DVD-диске «Tide and Seek» 29 июля 2003 года. Она также вошла в состав DVD «SpongeBob SquarePants: The Complete 2nd Season», выпущенного 19 октября 2004 года, и «SpongeBob SquarePants: The First 100 Episodes», выпущенного 22 сентября 2009 года и состоящего из всех эпизодов с первого по пятый сезоны мультсериала.

## Отзывы критиков
«Сквидград» получил в целом положительные отзывы от поклонников мультсериала и критиков. На сайте «IMDb» серия имеет оценку 8,7/10.